# Григорий Скопелитис
Григорий (на гръцки: Γρηγόριος, Григориос) е гръцки духовник, митрополит на Цариградската патриаршия.

## Биография
Роден е на Скопелос и затова е наричан Скопелитис (Σκοπελίτης). Замонашва се в светогорския манастир Григориат, затова е наричан и Григориатис (Γρηγοριάτης). Служи като протосингел на Халкидонската митрополия.
През август 1752 година е избран и по-късно ръкоположен за архиепископ на Касандрия. С негови разноски е построен новият иконостас на католикона на Григориат след катастрофалния пожар от 1761 година.
През декември 1787 година, след фалшива вест за смъртта му, йеромонах Никифор е избран и ръкоположен за негов приемник като касандрийски архиепископ. На 14 март 1788 година той подава официална оставка „поради напредналата ми възраст и постоянните телесни болести“. Оттегля се на Григориат, където умира около 1800 година.